# ТЕС Хартум-Північ
ТЕС Хартум-Північ — теплова електростанція в Судані, розташована в його столиці у індустріальній зоні Баррі на правобережжі Нілу (за кілька кілометрів від злиття його складових Білого та Блакитного Нілу).
Виробництво електроенергії в районі Хартуму здійснювалось на його північній околиці в районі Баррі ще з 1908 року — спершу з потужністю 0,1 МВт, а з 1925-го на рівні 0,3 МВт. В 1956-му цю станцію значно підсилили, встановивши дві парові турбіни по 5 МВт, до яких дещо пізніше додали ще дві по 10 МВт. У 1980-х роках на майданчику з'явилось 6 дизель-генераторів по 10 МВт, а в 1990-му запустили газову турбіну на 15 МВт. Цей об'єкт працював до 2003 року, коли був виведений з експлуатації через пожежу.
На той час поряд вже працювала нова конденсаційна електростанція Хартум-Північ. В 1985-му стала до ладу її перша черга з двох парових турбін потужністю по 30 МВт, у 1994-му до них додали ще дві по 60 МВт, а в 2010-му запустили третю чергу так само із двох турбін, проте значно більших — по 100 МВт.
Крім того, в 1991 та 2001 роках поряд з конденсаційними блоками встановили газові турбіни, по дві у кожному випадку. Перші з них виробництва компанії Nuovo Pignone потужністю по 20 МВт були передислоковані сюди з Італії. Дві наступні виготовлені AEG Kanis мали потужність по 25 МВт. Перш ніж вирушити до Африки, вони з 1973 по 1998 працювали на одній з германських електростанцій. Одна італійська турбіна вийшла з ладу в 2001 через поламку ротора, а в 2008-му поламка статора зупинила одну газову турбіну німецького походження. Обидві вони були продані на злам.
Як паливо Хартум-Північ використовує нафтопродукти.
Можливо також відзначити, що паливна ефективність перших двох конденсаційних черг складає 45,8 %.